# Guatteria australis
A cortiça ou pindaúva-preta (nome científico: Guatteria australis) é uma árvore brasileira da família Annonaceae.
É endêmica do Brasil, sendo encontrada na Mata Atlântica e no Cerrado. Ocorre nas Floresta Estacional Semidecidual e Floresta Ombrófila (Floresta Pluvial)
Esta espécie consta na lista da flora ameaçada de extinção dos estados de São Paulo e do Rio Grande do Sul como criticamente em perigo.